# Барнс, Марвин
Ма́рвин Джеро́м Барнс (англ. Marvin Jerome Barnes; 27 июля 1952, Провиденс, Род-Айленд — 8 сентября 2014, там же) — профессиональный американский баскетболист, выступавший в Американской баскетбольной ассоциации и Национальной баскетбольной ассоциации. После успешного дебюта на студенческом уровне был выбран под вторым номером драфта НБА 1974 года клубом «Филадельфия Севенти Сиксерс», однако игрок решил выступать в АБА. За успехи на протяжении двух сезонов в альтернативной лиге (два Матча всех звёзд, титул «Новичок года АБА») Марвин был удостоен включения в сборную всех времён АБА. Из-за проблем с законом в НБА за пять сезонов Барнс сыграл только 171 игру и не снискал особых успехов.

## Ранние годы и колледж
Марвин Барнс родился и вырос в Провиденсе (штат Род-Айленд, США) и, закончив местную старшую школу, поступил в колледж Провиденса. Ещё со школьных времён он получил плохую славу, когда вместе в бандой пытался ограбить один из банков города. С первого же года в «Фраерз» Марвин заявил о себе, как об одном из талантливейших форвардов на любительском уровне, имея показатели: 24,8 очка и 22,3 подбора в среднем за игру в «Фрэшмен-лиге» (чемпионат среди первокурсников). На втором курсе, уже имея право играть за основную команду Провиденса, Барнс и в ней оправдывал надежды. Но и в колледже он только подтвердил свой характер, когда напал на одного из товарищей с монтировкой. Барнсу пришлось заплатить $10 000 и ему был установлен испытательный срок. На третьем курсе он побил тогдашний рекорд плей-офф NCAA, реализовав 10 бросков из 10-ти с игры. Тогда Провиденс вышли в Финал четырёх лиги, но заняли в нём последнее место. На протяжении всех трёх лет баскетболист выступал очень стабильно и был лидером своей команды, даже когда в ней были будущий новичок года в НБА Эрни Дигрегорио и талантливый Кевин Стеком. На выпускном курсе Марвин установил главный рекорд университета, когда в игре регулярного сезона набрал 52 очка. Со средними 22,1 очка и 18,7 подбора игрок был включён в первую всеамериканскую сборную NCAA вместе с Биллом Уолтоном, Китом Уилксом, Джо Шумейтом и Дэвидом Томпсоном.

## Профессиональная карьера
На драфте 1974 года Барнса выбрали «Филадельфия Севенти Сиксерс» под вторым общим номером после Уолтона, а также клуб АБА «Спиритс оф Сент-Луис». Баскетболист подписал более выгодное соглашение на $2,2 млн с командой из Сент-Луиса, которая в прошлом сезоне называлась «Каролина Кугарс». В сезоне 1974/75 Марвин вместе с ещё одним новичком Морисом Лукасом, трёхкратным чемпионом в составе «Индиана Пэйсерс» Фредди Льюисом показали слабый сезон, закончив его с показателем побед и поражений 32-52, но всё-равно вышли в плей-офф. Барнс, набирая в среднем 24 очка и совершая 15,6 подбора и 1,8 блока стал новичком года в АБА, обогнав в голосовании даже Мозеса Мэлоуна и был включён в состав второй сборной всех звёзд. В играх на вылет команда Барнса неожиданно легко разобралась с «Нью-Йорк Нетс», которые проиграли меньше трети всех игр регулярного сезона. Но в финале дивизиона с таким же счётом серии 4-1 проиграли будущим чемпионам того сезона «Кентукки Колонелс» с Гилмором, Дэн Иссл и Луи Дампьером. Марвин Барн же был одним из лучших в плей-офф, имея в активе в среднем 30,8 очка. Перед следующим сезоном и по ходу него «Спиритс оф Сент-Луис» выбрали на драфте Эм Эл Карра и подписали Рона Буна и второгодку Мэлоуна. Последний сезон в истории АБА стал успешным в личном плане для баскетболиста, окончившего сезон со средними 24,1 очка, 10,8 подбора и 2 блок-шотами за сезон. Но клуб стал шестым в лиге при пяти проходных местах, которая тогда объединила дивизионы.
После слияния НБА и АБА Марвина на драфте расширения выбирают «Детройт Пистонс» за $500 000, вторую по размеру сумму отступных после $1,1 млн. В межсезонье Марвин подтвердил своё прозвище «Bad News» (рус. Плохие новости), нарушив испытательный срок, когда в аэропорте в его сумке был найден незаряженный пистолет. В наказание он просидел 152 дня в тюрьме Род-Айленда. Контракт Барнса был сокращён на минимальный срок в один год, а руководство «Пистонс» просило НБА о досрочном о его досрочном разрыве, однако намерения не увенчались успехом. Оставшуюся часть сезона игрок всё же провел в играх за команду, однако результаты существенно ухудшились: проводя на паркете меньше половины времени в сравнении с матчами в АБА, он набирал по 9,6 очка и делал по 4,8 подбора в среднем за игру. Он не сыграл в плей-офф, хотя «Детройт» туда вышел, и после 12 матчей следующего сезона был обменян в «Баффало Брейвс». В команде, где лидерами были бывшие игроки АБА, Барнс был четвёртым по общей результативности, и по итогам сезоне был задействован в громком обмене: Барнс, Нейт Арчибальд и Билли Найт отправились в «Бостон Селтикс», а Кевин Куннерс, Кермит Вашингтон, Сидни Уикс и Фримен Уильямс — в клуб из Буффало. Но когда Барнса уличили в употреблении наркотиков контракты сначала с «Селтикс», а потом и с «Сан-Диего Клипперс» были расторгнуты в одностороннем порядке. Сам игрок после непродолжительного вояжа в итальянскую Серию A был вынужден был завершить свою карьеру в 28 лет. Уже после тридцати Марвин играл в Континентальной баскетбольной лиге

## После завершения карьеры
Пройдя несколько курсов реабилитации, Марвин Барнс переехал назад в Провиденс, где несколько раз выступал с речью о пагубном влиянии наркотиков и улицы. Несколько лет был ассистентом тренера «Провиденс Фраерз», за которую когда-то играл. 2008 года студенческая команда Провиденса вывела из обращения номер, под которым выступал Барнс (№ 24).

## Статистика

### Статистика в НБА
| Сезон                                                                                    | Команда            | Регулярный сезон | Регулярный сезон | Регулярный сезон | Регулярный сезон | Регулярный сезон | Регулярный сезон | Регулярный сезон | Регулярный сезон | Регулярный сезон | Регулярный сезон | Регулярный сезон | Серия плей-офф | Серия плей-офф | Серия плей-офф | Серия плей-офф | Серия плей-офф | Серия плей-офф | Серия плей-офф | Серия плей-офф | Серия плей-офф | Серия плей-офф | Серия плей-офф |
| Сезон                                                                                    | Команда            | GP               | GS               | MPG              | FG%              | 3P%              | FT%              | RPG              | APG              | SPG              | BPG              | PPG              | GP             | GS             | MPG            | FG%            | 3P%            | FT%            | RPG            | APG            | SPG            | BPG            | PPG            |
| ---------------------------------------------------------------------------------------- | ------------------ | ---------------- | ---------------- | ---------------- | ---------------- | ---------------- | ---------------- | ---------------- | ---------------- | ---------------- | ---------------- | ---------------- | -------------- | -------------- | -------------- | -------------- | -------------- | -------------- | -------------- | -------------- | -------------- | -------------- | -------------- |
| 1976/77                                                                                  | Детройт            | 53               |                  | 18,7             | 44,7             |                  | 67,9             | 4,8              | 0,8              | 0,7              | 0,6              | 9,6              | Не участвовал  | Не участвовал  | Не участвовал  | Не участвовал  | Не участвовал  | Не участвовал  | Не участвовал  | Не участвовал  | Не участвовал  | Не участвовал  | Не участвовал  |
| 1977/78                                                                                  | Детройт            | 12               |                  | 22,4             | 44,9             |                  | 48,3             | 7,6              | 1,6              | 0,6              | 0,9              | 10,0             | Не участвовал  | Не участвовал  | Не участвовал  | Не участвовал  | Не участвовал  | Не участвовал  | Не участвовал  | Не участвовал  | Не участвовал  | Не участвовал  | Не участвовал  |
| 1977/78                                                                                  | Баффало            | 48               |                  | 28,7             | 41,6             |                  | 74,5             | 7,3              | 2,4              | 1,2              | 1,5              | 11,8             | Не участвовал  | Не участвовал  | Не участвовал  | Не участвовал  | Не участвовал  | Не участвовал  | Не участвовал  | Не участвовал  | Не участвовал  | Не участвовал  | Не участвовал  |
| 1978/79                                                                                  | Бостон             | 38               |                  | 20,9             | 49,1             |                  | 65,2             | 4,7              | 1,4              | 1,0              | 1,0              | 8,1              | Не участвовал  | Не участвовал  | Не участвовал  | Не участвовал  | Не участвовал  | Не участвовал  | Не участвовал  | Не участвовал  | Не участвовал  | Не участвовал  | Не участвовал  |
| 1979/80                                                                                  | Сан-Диего Клипперс | 20               |                  | 14,4             | 40,0             | -                | 50,0             | 3,9              | 0,9              | 0,3              | 0,6              | 3,2              | Не участвовал  | Не участвовал  | Не участвовал  | Не участвовал  | Не участвовал  | Не участвовал  | Не участвовал  | Не участвовал  | Не участвовал  | Не участвовал  | Не участвовал  |
|                                                                                          | Всего              | 171              |                  | 21,7             | 44,2             | -                | 67,2             | 5,5              | 1,5              | 0,8              | 1,0              | 9,2              | Не участвовал  | Не участвовал  | Не участвовал  | Не участвовал  | Не участвовал  | Не участвовал  | Не участвовал  | Не участвовал  | Не участвовал  | Не участвовал  | Не участвовал  |
| Наведите курсор мыши на аббревиатуры в заголовке таблицы, чтобы прочесть их расшифровку. |                    |                  |                  |                  |                  |                  |                  |                  |                  |                  |                  |                  |                |                |                |                |                |                |                |                |                |                |                |

### Статистика в NCAA
| Сезон | Команда   | Conf  | Class | GP | GS | MPG  | FG%  | 3P% | FT%  | RPG  | APG | SPG | BPG | PPG  |
| --- | --------- | ----- | ----- | -- | -- | ---- | ---- | --- | ---- | ---- | --- | --- | --- | ---- |
| 1971/72 | Провиденс | Ind   | SO    | 27 |    | 34,5 | 51,1 |     | 64,7 | 15,7 | 1,6 |     |     | 21,6 |
| 1972/73 | Провиденс | Ind   | JR    | 30 |    | 34,8 | 54,4 |     | 68,8 | 19,0 | 2,9 |     |     | 18,3 |
| 1973/74 | Провиденс | Ind   | SR    | 32 |    | 36,2 | 49,8 |     | 68,3 | 18,7 | 3,5 |     |     | 22,1 |
| Всего | Всего     | Всего | Всего | 89 |    | 35,2 | 51,5 |     | 67,0 | 17,9 | 2,7 |     |     | 20,7 |
| Наведите курсор мыши на аббревиатуры в заголовке таблицы, чтобы прочесть их расшифровку Статистика приведена с сайта sports-reference.com |           |       |       |    |    |      |      |     |      |      |     |     |     |      |